# Warren De la Rue
Pour les articles homonymes, voir De La Rue (homonymie).
Warren De La Rue (18 janvier 1815 - 19 avril 1889) est un astronome, chimiste et industriel britannique, connu pour son travail dans le domaine de la photographie astronomique.

## Biographie et contributions
Fils de Thomas De La Rue, fondateur de la fabrique de papier et de l'imprimerie De La Rue, Warren naît à Guernesey. Après avoir fait ses études à Paris, il entre dans la compagnie de son père. Il passe son temps libre à faire de la chimie et des recherches sur l'électricité. Entre 1836 et 1848 il publie plusieurs articles sur ces sujets. Attiré par l'astronomie sous l'influence de James Nasmyth, il construit en 1850 un télescope de 33 cm, monté d'abord à Canonbury, puis à Cranford. Avec cet instrument il exécute de nombreux dessins d'objets célestes.
Warren est toutefois plus connu pour son travail en photographie astronomique. Son attention est attirée par un daguerréotype de la Lune pris par G. P. Bond montré à l'exposition universelle de 1851. Piqué de curiosité, il emploie du collodion hydraté pour ces émulsions et en peu de temps obtient des photos de la Lune de très bonne qualité pour l'époque, qui ne seront surpassées qu'en 1865 par les photographies de Lewis Morris Rutherfurd.
En 1854, il se tourne vers la physique solaire. Pour obtenir des photos quotidiennes de l'état de la surface du Soleil il fait construire un photohéliographe, décrit dans On Celestial Photography in England (1859), et dans sa Bakerian Lecture (en) (Phil. Trans. vol. clii. p. 333-416). Le travail avec cet instrument se fait d'abord à Kew de 1858 à 1872 puis à l'observatoire royal de Greenwich de 1873 à 1882. Les résultats obtenus pendant les années 1862-1866 sont discutés dans deux mémoires publiés par De la Rue, Balfour Stewart et Benjamin Loewy, Phil. Trans. vol. clix. p. 1-110, and vol. clx. p. 389-496.
En 1860, De la Rue emporte son héliographe en Espagne pour observer l'éclipse total du Soleil du 18 juillet. Le compte rendu de cette expédition est donné dans la lecture bakérienne déjà mentionnée. Les photographies obtenues prouvent l'origine solaire des proéminences vues autour du limbe lunaire durant une éclipse du Soleil. En 1873, De la Rue cesse d'être actif en astronomie et fait don de ses instruments à l'université d'Oxford ; il fournit aussi à l'observatoire d'Oxford une lunette astronomique de 33 cm en 1887 qui permet à l'observatoire de participer à la Carte du Ciel.
En collaboration avec le Dr Hugo Müller (de), il publie plusieurs articles de chimie entre 1856 et 1862. De 1868 à 1883, il expérimente avec des décharges électriques dans des gaz en utilisant une batterie de 14 600 cellules de chlorure d'argent.
De la Rue fut deux fois président de la Chemical Society, et une fois de la Royal Astronomical Society (1864-1866). Il meurt à Londres en 1889.

## Récompenses
- En 1862, médaille d'or de la Royal Astronomical Society
- En 1864, médaille royale de la Royal Society pour ses observations de l'éclipse du Soleil de 1860 et pour ses améliorations de l'astronomie photographique
- En 1866, prix Lalande
- Un cratère sur la Lune porte son nom, De La Rue, depuis 1935.

## Référence
- (en) « Warren De la Rue », dans Encyclopædia Britannica [détail de l’édition], 1911 (lire sur Wikisource).

## Galerie

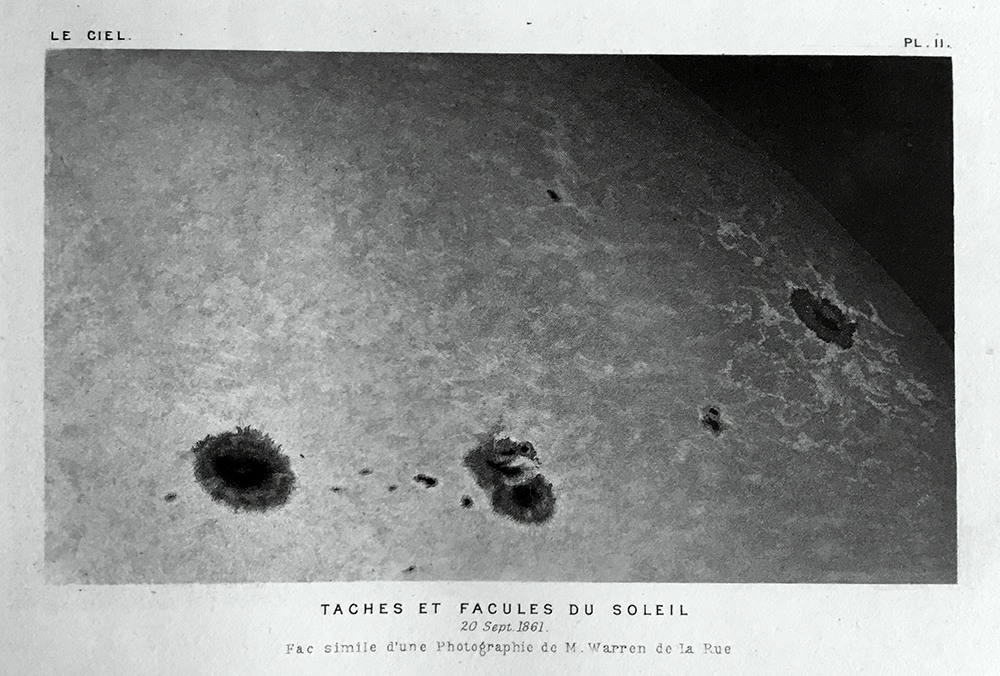
Fac similé d'une photographie de Warren de la Rue - Taches et facules du Soleil le 20 septembre 1861